# Небул
Небул (грчки: Νέβουλος) је био јужнословенски војсковођа из 7. века.

## Биографија
Име Небул историчар Васил Златарски сматра бугарским, сличним имену Исбул. Византијски цар Јустинијан II је 688/9. године преселио словенско становништво са Балкана у тему Опсикион. Године 691. избио је нови Византијско-арабљански рат. Јустинијан се Арабљанима замерио тиме што је расељавао становништво Кипра и што није хтео да прими данак (по уговору из 689. године) у новом арапском новцу. За рат против Арабљана Јустинијан је регрутовао Словене, претежно Србе, које је населио у Малој Азији неколико година раније. Војску (према Теофану и Нићифору бројала је 30.000 људи, а према наводима Михаила Сиријског је муслиманима пребегло око 7000 Словена) је назвао "прекобројном". На њено чело ставио је најугледнијег Словена, Небула. Не зна се коју је титулу носио Небул. Из печата Словена у Битинији позната је само титула царског чиновника коме је словенски одред у административном смислу био потчињен. 
Словенска војска упутила се ка Севастопољу. Град се налазио у унутрашњости византијске Јерменије, у области Понта. Арапски изасланици су у Севастопољу молили цара да не крши мир, јер ће бог бити осветник и судити кривцима. Међутим, Јустинијан није желео одустати од рата. Битка је вођена пред Севастопољом. Арапску војску предводио је Мухамед ибн Марван. Он је намамио Небула да пребегне на арапску страну са око 20.000 војника. Понудио му је ћуп пун злата. Прелазак Небула проузроковао је пораз византијске војске. Јустинијан је побио остатак Словена у месту Леуката у Никомедијском заливу. 